# Agusta-Bell AB.102
L'Agusta-Bell AB.102 est un hélicoptère utilitaire léger civil et militaire développé par le constructeur italien Agusta à partir de la technologie des hélicoptères américains Bell.

## Origine
Après avoir acquis une bonne expérience dans la construction d’hélicoptères en produisant sous licence le Bell 47, Agusta décida de produire un appareil de transport pour 8 passagers. La chaîne mécanique d’un Bell 48 (en) importé en Italie fut doté d’un nouveau fuselage de 2,70 m de large reposant sur des patins au lieu d’un train quadricycle. Derrière les deux pilotes étaient installés trois sièges et au fond de la cabine une banquette pour 4 passagers. Cet aménagement pouvait être modulé pour emporter jusqu’à 9 passagers, ou 4 civières et un infirmier ou, en version cargo, 880 kg de fret.

## Arrivé trop tard
Le prototype prit l'air le 3 février 1959. Un an plus tard ile prototype fut exposé au Salon du Bourget dans de pseudo couleurs militaires italiennes. La certification FAA (7H3) fut obtenue le 15 septembre 1960, et 2 exemplaires furent livrés au printemps 1961 à la compagnie Elivie pour assurer la liaison Milan-Turin en 1961. Mais l’apparition des hélicoptères à turbine au début des années 1960 rendait l’AB.102 dépassé et aucune commande civile ou militaire ne fut enregistrée.